# Bernardino da Ucria
Padre Bernardino da Ucria (al secolo Michelangelo Aurifici; Ucria, 9 aprile 1739 – Palermo, 29 gennaio 1796) è stato un botanico italiano.

## Biografia
Nel 1766, entrato nel convento di S. Antonio di Padova dell'Ordine dei Frati Minori, cominciò ad interessarsi di storia naturale ed in maniera particolare di botanica. 
Nel 1786 ricoprì l'incarico di "Dimostratore di Botanica" presso la Università di Palermo.
A lui si deve l'impianto della parte storica dell'Orto botanico di Palermo, avvenuta tra il 1789 e il 1791, seguendo l'innovativo sistema di classificazione di Linneo. Nello spazio retrostante al Gymnasium dell'Orto si trova un suo busto scolpito da Mario Rutelli.
Di carattere modesto e schivo, fu un botanico di grande valore al punto da meritarsi l'appellativo di Linneo siciliano.

## Opere
- Hortius Regius Panormitanus Tipis Regis, Palermo 1789
- Plantae ad Linnaeanum opus addendae, et secundum Linnaei sistema noviter descriptae 1792